# Salame de chocolate
Salame de chocolate é um doce tradicional da culinária de Portugal e italiana, num formato de rolo confecionado com chocolate, bolachas maria, manteiga, ovos e por vezes vinho do porto.
O nome salame de chocolate provém do formato semi-cilíndrico, semelhante a um típico salame de carne. Este é tradicionalmente servido em fatias grossas. O chocolate e os pedaços de bolacha maria substituem a carne e a gordura existentes no salame tradicional. Algumas variantes contêm também nozes em pedaços, amêndoas e avelãs e Pistácio.
Em Portugal, é comum encontrar o salame de chocolate em pastelarias e supermercados, mas visto ser fácil de fazer é comum ser feito em casa.
Existem basicamente dois tipos de receitas, feito com chocolate de barra ou chocolate em pó, a versão de chocolate de barra é mais rica e mais cremosa, a versão de chocolate em pó é mais simples de fazer e logo mais comum em casa, sendo normalmente escolhida a bolacha maria, muito porque como a massa de chocolate já é bastante doce a bolacha maria dá um bom contraste tanto em textura como sabor.
1. ↑  «Salame de Chocolate com Pistácios»